# Championnats de France de triathlon cross 2022
Navigation
2021 2023
Les championnats de France de triathlon cross 2022, ont lieu à Vienne Condrieu dans le Rhône le 26 juin 2022.

## Résultats
Les tableaux présentent le podium du classement général. La course s'est déroulée sur une seule épreuve mixte.
| Place              | Triathlète       | Temps           |
| ------------------ | ---------------- | --------------- |
| Médaille d'or      | Arthur Forissier | 1 h 45 min 45 s |
| Médaille d'argent  | François Carloni | 1 h 51 min 6 s  |
| Médaille de bronze | Timothée Augueul | 1 h 53 min 15 s |

| Place              | Triathlète        | Temps           |
| ------------------ | ----------------- | --------------- |
| Médaille d'or      | Solenne Billouin  | 2 h 6 min 25 s  |
| Médaille d'argent  | Alizée Patiès     | 2 h 7 min 47 s  |
| Médaille de bronze | Juliette Duquesne | 2 h 12 min 12 s |